# Schizodontus
Schizodontus is een kevergeslacht uit de familie van de boktorren (Cerambycidae). De wetenschappelijke naam van het geslacht werd voor het eerst geldig gepubliceerd in 1974 door Quentin & Villiers.

## Soorten
Schizodontus omvat de volgende soorten:
- Schizodontus angustus Quentin & Villiers, 1974
- Schizodontus latus Quentin & Villiers, 1974